# AD Camacha
Die AD Camacha ist ein Sportverein aus der portugiesischen Gemeinde Camacha auf Madeira. 

## Geschichte
Der Verein entstand am 1. August 1978 aus dem Zusammenschluss aller Vereine der Freguesia. Bis 1986 verfügte der Verein über kein eigenes Gelände, spielte in Santa Cruz oder auf dem Campo 1º de Maio in Funchal. Dann wurde mit dem Bau eines eigenen Geländes begonnen, das heute zwei Rasenplätze und einen Kunstrasenplatz umfasst. Das Complexo Desportivo da Camacha verfügt über 3000 Zuschauerplätze.
Anfang der 1990er Jahre stieg die Fußballmannschaft des Vereins nach dem Gewinn der 1ª Divisão der AF Madeira in die nationalen Ligen auf. Ab 2009 spielte sie in der II. Divisão und derzeit in der Campeonato Nacional de Seniores (3. portugiesische Liga) (Stand 2014).
Neben Fußball verfügt der Verein über Abteilungen für Handball, Billard und Automobilsport und ist Ausrichter der Rally da Camacha.